# Przełęcz Wycierac
Przełęcz Wycierac – przełęcz w Beskidzie Średnim (Makowskim) w paśmie Koskowej Góry, położona na wysokości 451 m n.p.m. pomiędzy szczytami Ostrysza (701 m n.p.m.) a Góreckowa (519 m n.p.m.). Przez przełęcz nie prowadzi żaden znakowany szlak turystyczny.